# Торстен Карлеман
Таге Йілліс Торстен Карлеман (швед. Torsten Carleman 1892—1949) — шведський математик. Автор праць в галузі класичного аналізу та його застосувань. Карлеман узагальнив класичну теорему Ліувіля, досліджував квазіаналітичні функції. Відомі теореми Карлемана про квазіаналитичні класи функцій, умови визначеності проблеми моментів, рівномірне наближення цілими функціями.
Як директор Інституту Міттаг-Леффлера (з 1927 року), Карлеман протягом більше двох десятиліть був визнаним лідером шведської математичної школи. Член Шведської королівської академії наук (1926), член-кореспондент Саксонської академії наук (1934), редактор журналу «Acta Mathematica».

## Життєпис
Торстен Карлеман народився в родині шкільного вчителя Карла Юхана Карлемана. У 1910 році закінчив школу і вступив до Упсальського університету, який закінчив у 1916 році. В 1917 році захистив дисертацію і став доцентом Уппсальського університету. Його перша книга «Сингулярні інтегральні рівняння з дійсним симетричним ядром» (1923) зробила ім'я Карлемана знаменитим. З 1923 року — професор Лундського університету. У 1924 році за рекомендацією Йоста Літтаг-Леффлера призначений професором Стокгольмського університету.
Карлеман мав добрі стосунки з багатьма математиками, відвідував лекції в Цюріху, Геттінгені, Оксфорді, Сорбонні, Нансі та Парижі, часто сам виступав там з лекціями. Часто відвідував Париж. Відрізнявся своєрідним похмурим почуттям гумору. Незадовго до смерті він сказав своїм учням, що «викладачів слід розстрілювати у віці п'ятдесяти років». В останнє десятиліття свого життя зловживав спиртним.
У 1929 році одружився з Анною-Лізою Лемінг (1885—1954), в 1946 році подружжя розійшлося.

## Наукова діяльність
Основні напрямки досліджень Карлемана — інтегральні рівняння і теорія функцій. Багато його творів випередили свій час і тому не були зразу належно оцінені, але тепер розглядаються як класичні..
Дисертація Карлемана та його перші праці на початку 1920-х років була присвячена сингулярним інтегральним рівнянням. Він розробив спектральну теорію для інтегральних операторів з «ядром Карлемана», тобто таким ядром K(x, y), що K(y, x) = K(x, y) для майже всіх (x, y), і при цьому:
{\displaystyle \int |K(x,y)|^{2}dy<\infty }
для майже кожного х.
В середині 1920-х років Карлеман розробив теорію квазіаналітичних функцій. Він довів необхідну і достатню умову квазіаналітичності, яка тепер називається теоремою Данжуа–Карлемана. Як наслідок, він отримав «умову Карлемана» — достатню умову для визначення проблеми моментів. Як один із кроків у доказі теореми Данжуа–Карлемана (1926), він представив нерівність Карлемана:
{\displaystyle \sum _{n=1}^{\infty }\left(a_{1}a_{2}\cdots a_{n}\right)^{1/n}\leqslant e\sum _{n=1}^{\infty }a_{n},}
справедливу для будь-якої послідовності невід'ємних дійсних чисел {\displaystyle a_{n}}. Ввів поняття «континууму Карлемана».
Приблизно в той же час він встановив «формули Карлемана» в комплексному аналізі, які, на відміну від формули Коші, відтворюють аналітичну функцію у сфері за її значенням на частини границі (з ненульовою мірою Лебега). Він також довів узагальнення формули Єнсена, яке тепер часто називається формулою Єнсена — Карлемана.
У 1930-ті роки, незалежно від Джона фон Неймана, Карлеман виявив варіант ергодичної теореми (the mean ergodic theorem). Пізніше він займався теорією диференціальних рівнянь з частинними похідними, де представив «оцінки Карлемана»,, причому знайшов спосіб вивчити спектральні асимптотики операторів Шредінгера.
У 1932 році, розвиваючи роботи Анрі Пуанкаре, Еріка Івара Фредгольма і Бернарда Купмана, він розробив вбудовування Карлемана (так звану лінеаризацію Карлемана). Карлеман також вперше розглянув граничну задачу аналітичних функцій зі зсувом, що змінює напрямок обходу контуру на зворотній («гранична задача Карлемана»).
У 1933 році Карлеман опублікував короткий доказ того, що зараз називається теоремою Данжуа — Карлемана — Альфорса. Ця теорема стверджує, що число асимптотичних значень, прийнятих цілою функцією порядку ρ вздовж кривих на комплексній площині в напрямку до нескінченної абсолютної величини, менше або дорівнює 2ρ.
У 1935 році Карлеман представив узагальнення перетворення Фур'є, яке стимулювало подальші роботи Мікіо Сато про гіперфункції; його замітки були опубліковані в Carleman, (1944). Він розглянув функції {\displaystyle f} не більше ніж поліноміального зростання і показав, що кожна така функція може бути розкладена як {\displaystyle f_{+}+f_{-}}, де доданки є аналітичними у верхній і нижній напівплощинах відповідно, причому подання є по суті єдиним. Потім він визначив Фур'є-образи {\displaystyle f_{+},f_{-}} як ще одну таку пару {\displaystyle g_{+},g_{-}}. Це визначення відповідає тому, що було дано пізніше Лораном Шварцем для узагальнених функцій повільного зростання, хоча концептуально від нього відрізняється. Підхід Карлемана викликав багато робіт, що розширюють його ідеї.
Повернувшись до математичної фізики в 1930-ті роки, Карлеман дав перший доказ глобального існування для рівняння Больцмана в кінетичній теорії газів (його результат відноситься до просторово-однорідного випадку).. Ця робота була опублікована посмертно в Carleman, (1957).

## Вибрані праці
Карлеман опублікував п'ять книг і шістдесят статей з математики.
- Carleman, T. Sur les équations integrales singulières à noyau réel et symétrique, Uppsala, 1923.
- Carleman, T. (1926). Les fonctions quasi analytiques (French) . Paris: Gauthier-Villars. JFM 52.0255.02..
- Carleman, T. Über die asymptotische Verteilung der Eigenwerte partieller Differentialgleichungen, «Berichte über die Verhandlungen Sächsischen Akademie der Wissenschaften zu Leipzig. Mathematisch-physikalische Klasse», 1936, Bd 88.
- Carleman, T. (1944). L'Intégrale de Fourier et Questions que s'y Rattachent (French) . Uppsala: Publications Scientifiques de l'Institut Mittag-Leffler. MR 0014165..
- Carleman, T. (1957). Problèmes mathématiques dans la théorie cinétique des gaz (French) . Uppsala: Publ. Sci. Inst. Mittag-Leffler. MR 0098477.
- Carleman, Torsten (1960), Pleijel, Ake; Lithner, Lars; Odhnoff, Jan (ред.), Edition Complete Des Articles De Torsten Carleman, Litos reprotryk and  l'Institut mathematique Mittag-Leffler.
- Карлеман Т. Математичні задачі кінетичної теорії газів. М.: Іноземна література, 1960. 125 с.